# Huanghua (sockenhuvudort i Kina, Hubei Sheng, lat 30,86, long 111,38)
Huanghua är en sockenhuvudort i Kina. Den ligger i provinsen Hubei, i den centrala delen av landet, omkring 280 kilometer väster om provinshuvudstaden Wuhan. Antalet invånare är 33 254. Befolkningen består av 15 620 kvinnor och 17 634 män. Barn under 15 år utgör 9,0 %, vuxna 15-64 år 77 %, och äldre över 65 år 12,0 %.
Runt Huanghua är det ganska tätbefolkat, med 166 invånare per kvadratkilometer. Närmaste större samhälle är Yichang, 18,4 km sydväst om Huanghua. I omgivningarna runt Huanghua växer huvudsakligen savannskog.
Genomsnittlig årsnederbörd är 1 331 millimeter. Den regnigaste månaden är maj, med i genomsnitt 206 mm nederbörd, och den torraste är december, med 14 mm nederbörd.